# Nature Reviews Neurology
Nature Reviews Neurology è una rivista scientifica mensile sottoposta a revisione paritaria e pubblicata dalla Nature Portfolio. È stata fondata nel 2005 col nome di Nature Clinical Practice Neurology ed ha assunto la denominazione attuale nell'aprile 2009.
Tratta gli sviluppi della ricerca e della pratica clinica nell'ambito della neurologia, incluse le seguenti aree tematiche: la prevenzione, la diagnosi e il trattamento di malattie o disfunzioni del sistema nervoso centrale e periferico, compresi i disturbi del neurosviluppo, neurodegenerativi e neuropsichiatrici.
Il caporedattore è Ian Fyfe.
Secondo il Journal Citation Reports, nel 2021 la rivista ha ricevuto un fattore di impatto pari a 44,711, collocandosi al secondo posto fra 212 titoli presenti nella categoria "Neurologia clinica".